# För en lång lång tid
"För en lång lång tid" är en låt skriven av Johan Forsman, Christina Löwenström och Håkan Hellström, släppt som första singel från Hellströms album För sent för edelweiss den 12 mars 2008. Låten, som skrevs redan 2002, nådde som högst en åttonde plats på den svenska singellistan 2008. På Trackslistan blev sången den tredje största hitlåten 2008.
"För en lång lång tid" utgavs i engelskspråkig version 2006 under namnet "Canine Prey" med Forsmans och Löwenströms band Tapefly, men var från början ett samarbete mellan dem och Håkan Hellström inför albumet Det är så jag säger det (2002). Förekomsten av den engelska versionen ledde till att Aftonbladet den 3 mars 2008 publicerade en artikel där man felaktigt påstod att "För en lång lång tid" var ett plagiat. Det kan dock diskuteras huruvida låtens kördelar är lånade från den brittiska gruppen The Cures låt "The Caterpillar" (1984).[källa behövs]

## Musikvideo
Musikvideon till låten regisserades av Daniel Eskils.

## Låtlista
1. "För en lång lång tid" (Text: Hellström, Forsman/Musik: Forsman, Löwenström) – 3:42
2. "Zigenarliv Dreamin' Pt. 1" (Hellström/Björn Olsson) – 4:01

## Listplaceringar
| Lista (2008) | Topplacering |
| ------------ | ------------ |
| Sverige      | 8            |

### Fotnoter
1. ↑  Håkan Hellströms officiella webbplats - Diskografi (arkiverad från originalet med åtkomst den 18 juni 2010).
2. ↑  Placeringar på den svenska singellistan. Läst 10 november 2010.